# Санта Роза (Болоња)
Санта Роза (итал. Santa Rosa) је насеље у Италији у округу Болоња, региону Емилија-Ромања.
Према процени из 2011. у насељу је живело 22 становника. Насеље се налази на надморској висини од 187 м.